# ایمان سنچولی
ایمان سنچولی (به انگلیسی: Iman Sanchooli؛ متولد ۲۱ مرداد ۱۳۷۲ - گالیکش ، گلستان) کاراته‌کای ایرانی است. او در دو دوره مسابقات قهرمانی کاراته جهان (۲۰۱۴ - ۲۰۱۶) شرکت کرده و دو مدال طلا به دست آورده‌است. همچنین مدال نقره مسابقات کاراته قهرمانی آسیا ۲۰۱۵ و بیش از ۱۰ مدال در مسابقات کاراته آزاد و لیگ برتر کاراته را از آن خود کرد.

## اوایل زندگی
ایمان سنچولی در ۲۱ مرداد ۱۳۷۲ در گالیکش، گلستان متولد شد، وی تمرینات کاراته را از ۷ سالگی با اولین مربی خود علی‌اکبر بارانی در شهر گالیکش آغاز کرد. پس از کسب چندین مدال قهرمانی استانی و کشوری، به عضویت تیم ملی کاراته ایران درآمد.
سنچولی در سال ۲۰۱۷ به کشور ایرلند شمالی مهاجرت کرد سپس در مسابقات کاراته قهرمانی انگلیس در سال ۲۰۱۸ و ۲۰۱۹ شرکت کرد و دو مدال طلا گرفت. علاوه بر این در لیگ برتر کاراته سری آ-۲۰۱۹ ترکیه به عنوان عضو تیم ملی ایرلند شمالی شرکت کرد و مقام پنجم را در دسته ۸۴ کیلوگرم کسب کرد.